# Auto de Resistência (filme)
Auto de Resistência é um documentário brasileiro de 2018, dirigido por Natasha Neri e Lula Carvalho, sobre homicídios praticados pela polícia contra civis, no Rio de Janeiro, em situações inicialmente classificadas como legítima defesa (os chamados autos de resistência).
O filme foi um dos longa-metragens brasileiros selecionados para a 23ª edição do festival brasileiro É Tudo Verdade, realizado nas cidades de São Paulo e no Rio de Janeiro em 2018.